# UVSOR II
Die UVSOR II (Ultraviolet Synchrotron Orbital Radiation Facility) ist ein Elektronenspeicherring (Umfang: 53,2 m) zur wissenschaftlichen Forschung mit Synchrotronstrahlung in Okazaki (Japan) und wird vom japanischen Institute for Molecular Science betrieben. An der UVSOR II gibt es acht Dipolmagnete und sechs Undulatoren, die elektromagnetische Strahlung in einem Photonenenergiebereich von 0,5 meV (Elektronenvolt) bis 4 keV zur Verfügung stellen. An insgesamt 14 Messstationen können Experimente (hauptsächlich Photoelektronenspektroskopie und Röntgenabsorptionsspektroskopie) durchgeführt werden.